# Бурші
Бурші́ — село Лакського району Дагестану (Росія). Знаходиться на відстані 22 км від райцентру, на висоті 2250 м над рівнем моря. Воно є найвіддаленішим населеним пунктом в бік гір (не враховуючи Чаравалі, мешканці якого переселилися на рівнину). До найближчого села Хулісма — 10 км. Центр Буршінського сільського поселення.
Село зведене на печерах прадавньої людини. Під рівною частиною села є підземний притулок для худоби, збудований з величезних кам'яних блоків та плит. А під цим приміщенням є зал з багатьма нішами. З підвалу мечеті є підземний вихід до річки. На гребенях скель з західного та східного боків села є по «силуету» оборонних башт.
Тутешній клімат є суворим, тому основним зайняттям є тваринництво. До Жовтневої революції на території села було 42 кошари для овець. Буршінська місцевість має багату топоніміку, що для дорослого буршінця слугує усною картою.
Інтерес для істориків та етнографів можуть представляти підземні будівлі. З розповідей старожилів на сільському старому кладовищі були могили з написами на каменях тисячолітньої давнини. Ці камені були використані росіянами для фундаменту сільради, правління колгоспу і стіни цвинтаря. При закладенні фундаменту М.Саламовим було знайдено кам'яне захоронення з кістками двох людей похоронених сидячи, глиняний посуд, спіральний змієподібний браслет з бронзи. Археологи заявили, що це язичницьке захоронення, а Бурші понад 2 тисяч років.
Раніше в селі було дві мечеті, у велику було проведено воду. До революції в Бурші всі дорослі знали арабське письмо. Перша школа відкрита в 1923 році і викладалося там на латиниці.
В 1886 році тут було 123 двори. В 1914 році проживало 881 чоловік та 183 двори. В 1929 році — 121 двір та 431 особа в ньому.